# Tetracarbonilferrato disódico
El tetracarbonilferrato de disodio es el compuesto de organohierro de fórmula Na2[Fe(CO)4]. Siempre se usa como solvato, por ejemplo, con tetrahidrofurano o dimetoxietano, los cuales solvatan al catión de sodio. Es un sólido incoloro sensible al oxígeno, el cual representa a un reactivo en la investigación organometálica y química orgánica. La sal de sodio solvatada en dioxano se conoce como reactivo de Collman, en reconocimiento a James P. Collman, uno de los primeros en divulgar su uso.

## Estructura
El dianión [Fe(CO)4]2− es isoelectrónico con el tetracarbonilo de níquel Ni(CO)4. El núcleo de hierro es tetraédrico con interacciones con el catión sodio Na+---OCFe. Es común utilizarlo en forma de complejo con dioxano.

## Síntesis
El reactivo fue originalmente generado in situ por reducción del pentacarbonilo de hierro (III) con amalgama de sodio. Un método más reciente utiliza naftalenil sodio o cetilos sódicos de benzofenonas como reductores:
Fe(CO)5 + 2 Na  →  Na2[Fe(CO)4]  +  CO
Cuando se utiliza una proporción estequiométrica menor de sodio, la reducción genera un octacarbonildiferrato color amarillo :
2 Fe(CO)5 + 2 Na → Na2[Fe2(CO)8]  +  2 CO
Algunos métodos especializados no comienzan con carbonilo de hierro.

## Reacciones
Comúnmente, el reactivo de Collman se utiliza para preparar aldehídos a partir de halogenuros de alquilo.
El reactivo se describió originalmente para la conversión de bromuros de alquilo primarios en los aldehídos correspondientes en una reacción de "un solo recipiente" (one pot) de dos pasos:
Na2[Fe(CO)4]  +  RBr  →  Na[RFe(CO)4]  +  NaBr
Luego, esta solución se trata secuencialmente con PPh3 y posteriormente con ácido acético para así formar el aldehído.
El tetracarbonilferrato disódico se puede utilizar para convertir ácidos carboxílicos a aldehídos. Esta reacción procede a través de la intermediación de un complejo de  acilhierro:
Na2[Fe(CO)4]  +  RCOCl  →  Na[RC(O)Fe(CO)4]  +  NaCl
Na[RC(O)Fe(CO)4]  +  HCl  →  RCHO  +  "Fe(CO)4"  +  NaCl
El tetracarbonilferrato disódico reacciona con halogenuro de alquilo (RX) para formar complejos alquilados:
Na2[Fe(CO)4]  +  RX  →  Na[RFe(CO)4]  +  NaX
Tales alquilhierros se pueden convertir en ácidos carboxílicos y halogenuros de acilo:
Na[RFe(CO)4]  +  O2, H+  →→  RCO2H  + Fe...
Na[RFe(CO)4]  + 2 X2  →  RC(O)X  +  FeX2  +  3 CO  +  NaX
Na 2 [Fe(CO) 4 ] + RBr → Na[RFe(CO) 4 ] + NaBr
Na 2 [Fe(CO) 4 ] + RX → Na[RFe(CO) 4 ] + NaX